# Methlick
Methlick är en by i Aberdeenshire i Skottland. Byn är belägen 10 km 
från Ellon. Orten har 560 invånare (2016).